# Sumber Rahayu (Belitang II)
Sumber Rahayu is een bestuurslaag in het regentschap Ogan Komering Ulu van de provincie Zuid-Sumatra, Indonesië. Sumber Rahayu telt 1094 inwoners (volkstelling 2010).